# Bolesław Marchlewski
Bolesław Leonard Marchlewski (ur. 31 marca 1884 w Poznaniu, zm. 12 lipca 1922, tamże) – prawnik, dziennikarz, redaktor „Kuriera Poznańskiego”, członek Naczelnej Rady Ludowej, narodowiec.

## Życiorys

### Rodzina i edukacja
Był synem zegarmistrza i kupca Mikołaja Leonarda i Wandy z d. Boje. Jego braćmi byli m.in.: Mieczysław i Tadeusz Wiktor. Rodziny nie założył. Od 1893 do 1902 uczęszczał do Gimnazjum im. św. Marii Magdaleny w Poznaniu. Tutaj zaangażował się w działalność Towarzystwa Tomasza Zana. Studiował prawo w Berlinie i Wrocławiu. Korzystał ze stypendium Towarzystwa Pomocy Naukowej. W 1908 na uniwersytecie wrocławskim obronił doktorat, lecz z powodu działalności patriotycznej władze nie zezwoliły na jego praktykę sądową.

### Działalność dziennikarska
Kiedy narodowi demokraci przejęli „Kurier Poznański” w 1906 i redaktorem został Marian Seyda – Marchlewski został jego najbliższym współpracownikiem, prowadząc dział międzynarodowy i pisząc recenzje z przedstawień teatralnych w Poznaniu. W 1911 wszedł w skład redakcji pisma Towarzystwa Tomasza Zana – miesięcznika „Brzask” (wydawany do 1915). Pisywał do „Głosu Warszawskiego” i „Gazety Warszawskiej”. W 1915, po wyjeździe M. Seydy, objął obowiązki redaktora naczelnego „Kuriera Poznańskiego”, które pełnił do swej śmierci.

### Działalność polityczna i społeczna
Przed rokiem 1907 został członkiem Ligi Narodowej. Należał do Polskiego Towarzystwa Demokratycznego (przemianowanego w 1910 w Towarzystwo Demokratyczno-Narodowe) oraz do Towarzystwa „Straż”. Jeszcze jako student prowadził popularne wykłady z prawa, historii, literatury. Zaangażował się w działalność komitetu upamiętniającego stulecie urodzin Juliusza Słowackiego w 1909, Fryderyka Szopena w 1910, pięćsetlecia bitwy pod Grunwaldem.
W 1916 współtworzył Tajny Komitet Międzypartyjny, który w 1918 przekształcił się w Centralny Komitet Obywatelski (Marchlewski wchodził w skład jego Wydziału Wykonawczego). CKO ujawnił się 11 listopada tego samego roku jako Naczelna Rada Ludowa. Pod koniec tego  miesiąca został wybrany do nowej Rady Ludowej. Wchodził w skład polskiej delegacji w Berlinie (prowadzono rozmowy mające na celu udaremnienie przysłania wojsk niemieckich do Wielkopolski). W grudniu przebywał w Pradze, informując o powstaniu Rady Ludowej, która obejmowała polskie tereny zaboru niemieckiego (spotkał się z premierem Karelem Kramářem).
W lutym 1919 jako przedstawiciel NRL prowadził rozmowy z przewodniczącym francuskiej misji pokojowej Charlesem Dupontem na temat określenia linii demarkacyjnej pomiędzy Polakami a Niemcami (uczestnikami rozmów byli też m.in.: Józef Dowbor-Muśnicki, Władysław Anders, ks. Stanisław Adamski). Przebywał również w Paryżu, gdzie wraz z M. Seydą dążył do przyłączenia ziem zaboru pruskiego do Polski. Latem 1919 działał w poznańskim Komitecie Pomocy dla Górnego Śląska, którego celem było wspieranie mieszkańców tej dzielnicy.
W niepodległej Polsce zaangażował się w działalność Związku Ludowo-Narodowego (wchodził w skład jego Rady Naczelnej). W 1920 został prezesem Syndykatu Dziennikarzy Zachodniej Polski. W 1921 i 1922 prowadził zajęcia z prawa prasowego i historii prasy na Uniwersytecie Poznańskim.
Zginął zastrzelony w redakcji „Kuriera Poznańskiego” z rąk Tadeusza Trzebiatowskiego (uznanego potem przez sąd za niepoczytalnego), który kilka dni wcześniej (5 lipca 1922) został skazany na więzienie w procesie wytoczonym przez ten dziennik. Marchlewski został pochowany 16 lipca na cmentarzu przy ul. Bukowskiej.

## Publikacje
- Jak powstał i działał Heimatschulzt, Poznań 1919
- Roman Dmowski, Poznań 1920
- O stronnictwach, Poznań 1920